# 西園寺公晃
西园寺公晃（1702年8月4日—1770年10月9日），是江户时代的中期的公卿，曾侍奉中御門天皇、櫻町天皇與桃園天皇，最高官位為是從一位內大臣。公晃的父親是左大臣西園寺致季，母親是家女房；養父則是鷹司兼熙（實際是伯祖父），妻子是今出川伊季的女儿，兒子包括右大臣西園寺賞季、右大臣德大寺實祖和內大臣今出川實種。
享保五年（1720年）公晃叙爵的，因為身為清华家當主的道快速晉升，享保十年（1725年）晉官位到從三位，位列公卿。之後歷任踏歌節會外弁和权中納言，享保十七年（1732年）至元文三年（1738年），以及寬延三年（1750年）至寶曆三年（1753年）两度任職次權大納言。寶曆三年他補任大歌所別當，兩年後（1755年）轉任右近衛大將和內大臣，翌年辞职。寶曆十年（1760年），朝廷授與他從一位。

## 相关條目
- 西園寺家

| 王位覬覦者        | 王位覬覦者                                | 王位覬覦者        |
| ----------------- | ----------------------------------------- | ----------------- |
| 前任： 西園寺致季 | 西園寺家當主 1756年7月30日－1770年10月9日 | 繼任： 西園寺賞季 |
| 官衔              |                                           |                   |
| 前任： 醍醐兼潔   | 內大臣 1755年12月21日－1756年6月5日       | 繼任： 鷹司輔平   |
| 军职              |                                           |                   |
| 前任： 醍醐兼潔   | 右大將 1755年4月6日－1756年2月7日         | 繼任： 九條道前   |